# 瓦爾米亞-馬祖里省
瓦爾米亞-馬祖里省（Województwo warmińsko-mazurskie），又譯瓦爾明斯科-馬祖爾斯基省，是波蘭的一個省，位於該國東北部，北鄰俄羅斯加里寧格勒州。面積24,192平方公里。2006年人口為1,432,505人。省府奧爾什丁。
1999年由原奧爾什丁省、和蘇瓦烏基省、埃爾布隆格省的一部分合併而成。下分为2个县级市和19个縣，再下分为116个市鎮。
本區是原本東普魯士的南部地區。